# Muyesser Abdul'ehed
Muyesser Abdul'ehed és una poeta, mestra i activista uigur. Ha denunciat públicament l'internament de civils uigurs per les autoritats xineses. Establerta a Turquia des de 2013, treballa com a mestra de llengua uigur als nens de la diàspora.

## Biografia
Abdul'ehed va néixer a Ghulja, una ciutat ubicada al nord de Xinjiang (actual Xina) a mitjans dels anys 80. Va estudiar Medicina a la Universitat de Pequín, i posteriorment va estudiar un màster en salut pública en una universitat de Malàisia. Mentre era estudiant universitària, va començar a escriure poesia en uigur i mentre feia el postgrau va decidir seguir una carrera com a escriptora.
El 2013, Abdul'ehed es va instal·lar a Turquia, on va crear l'organització Ayhan Education, amb el propòsit d'ensenyar la llengua uigur entre les comunitats de la diàspora. Més enllà de les classes va crear una revista en llengua uigur escrita per nens anomenada Fou Leaf Clover. El 2020, amb motiu de la pandèmia per COVID-19 va haver d'adaptar les classes d'uigur a un format virtual.
A data 2020 Hendan viu a Istanbul. Arran de denunciar públicament l'existència dels camps d'internament ha perdut el contacte amb la seva família des de 2017. Creu que el seu cosí, Erpat Ablekrem, un jugador de futbol professional, ha sigut internat arran d'un contacte amb ella.

## Obra
Com a escriptora, la seva obra poètica i la seva novel·la tracten l'experiència dels uigur als camps d'internament. A Kheyr-khosh, quyash (Salutació al Sol) també tracta com afecten aquests internaments al dia a dia de les dones.
- Kheyr-khosh, quyash (2020)[2]
- Missing you is painful (2012)[9]

## Premis i reconeixements
El 2020 va ser una de les 100 Dones que van aparèixer a la llista de la BBC, anunciada el 23 de novembre de 2020.